# Wolfegg

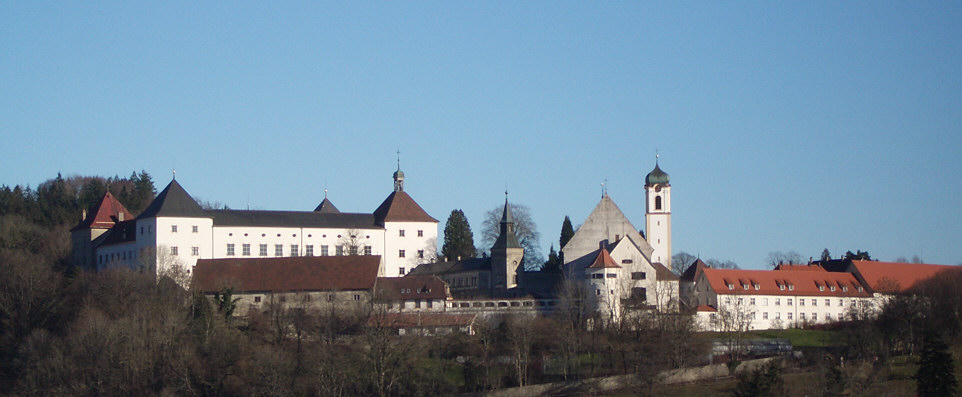
Wolfegg, với lâu đài bên trái

Wolfegg là một xã ở huyện Ravensburg ở bang Baden-Württemberg thuộc nước Đức. Đô thị này có diện tích 39,5 km², dân số thời điểm 31 tháng 12 năm 2020 là 3891 người.